# Rhapsody Hungary (Liszt)
Rhapsody Hungary là bộ 19 tác phẩm của nhà soạn nhạc người Hungary Franz Liszt. Liszt đã viết các tác phẩm này trong khoảng thời gian từ năm 1846-1885. Trong số này có 12 bản đã được phối cho dàn nhạc giao hưởng, trong đó có công của Franz Doppler. Trong đó, bản rhapsody số 2 là bản nổi tiếng nhất.

## Âm thanh
| Bản Rhapsody Hungary số 10 của Liszt |  |
|                                      |  |
|                                      |  |

| Bản Rhapsody Hungary số 10 của Liszt |  |
|                                      |  |
|                                      |  |